# Pedro Sánchez de Ezpeleta (iluminador)
Pedro Sánchez de Ezpeleta (Alagón, Zaragoza ca. 1557 - ca. 1637) fue un ilustrador, calígrafo y pintor español.
Hijo del impresor zaragozano del mismo nombre Pedro Sánchez de Ezpeleta, se formó en Zaragoza junto con el calígrafo Domingo de la Cambra.
Realizó manuscritos cantorales para las catedrales de Zaragoza. En 1587 recibió el encargo de realizar los letreros que iban bajo los retratos de los reyes de Sobrarbe, condes antiguos y reyes de Aragón en el palacio de la Diputación de Zaragoza.
Intentó dedicarse a la pintura sin mucho éxito y volvió a dedicarse a la caligrafía y a la miniatura, realizando encargos para Felipe II.